# Giuseppe Valerga
Giuseppe Valerga, né à Loano en royaume de Sardaigne le 9 avril 1813 et mort le 2 décembre 1872 à Jérusalem, est un ecclésiastique italien qui fut le premier patriarche latin de Jérusalem après le rétablissement du patriarcat par Pie IX en 1847. Il avait été ordonné prêtre en 1836.

## Biographie
Giuseppe Valerga sort docteur en théologie de la Sapience et devient professeur au collège de la Propagande de la Foi. Plus tard en 1841, il est secrétaire du délégué apostolique pour la Syrie, Alep et la Mésopotamie. Après avoir été vicaire général pour la Mésopotamie, il est consacré patriarche latin de Jérusalem, le 10 octobre 1847, par Pie IX lui-même dans la chapelle de son palais du Quirinal (les Papes n'habitaient pas au Vatican du temps des États pontificaux). Mgr Valerga est alors un jeune ecclésiastique de trente-quatre ans.
De plus de sa consécration à sa mort, Mgr Valerga est grand-maître de l'Ordre équestre du Saint-Sépulcre de Jérusalem. Il fait construire de 1862 à 1872 la co-cathédrale latine, siège du patriarche. Elle se nomme « co-cathédrale », car la véritable église-mère est la basilique du Saint-Sépulcre, qui est partagée entre plusieurs confessions.
Mgr Valerga construit aussi le séminaire de Beit Jala en dehors de Jérusalem, pour la formation des futurs prêtres de Terre sainte. Il participe de manière active et non marginale au concile Vatican I.
Il meurt du typhus en 1872, peu de temps après la consécration de sa co-cathédrale, dont de nombreux Français furent donateurs, et il enterré sous l'autel de saint Joseph dans la co-cathédrale.
Mgr Valerga parlait bien sûr l'italien et le latin, et aussi le grec, le français (la France était encore à l'époque gardienne des Lieux Saints), l'arabe et l'hébreu, et apprit ensuite le turc, et les langues chaldéenne et kurde. Ses deux frères étaient prêtres, l'un, Charles-Hyacinthe (1818-1864) missionnaire et vicaire apostolique aux Indes, et l'une de ses sœurs, religieuse.

## Succession apostolique
Giuseppe Valerga a ordonné les évêques suivants :
- Patriarche Vincenzo Bracco (it) (1866)
- Archevêque Nicolás Castells (de), O.F.M. Cap. (1866)
- Archevêque Francesco Domenico Reynaudi (bg), O.F.M. Cap. (1868)
- Évêque Zaccaria Fanciulli, O.F.M. Cap. (1872)

## Bibliographie

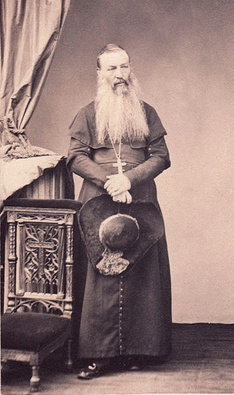
Portrait en pied de Mgr Valerga